# Arne Åhman
Per Arne Åhman, född 4 februari 1925 i Nordingrå, död 5 juli 2022 i Umeå, var en svensk friidrottare som främst tävlade i tresteg, längdhopp och höjdhopp.
Han tävlade för klubben Nordingrå SK. Han utsågs 1948 till Stor grabb nummer 129 i friidrott.
Arne Åhman vann junior-SM i tresteg 1945 på 14,79.
1946 vann han SM på 15,10. Han var även med vid EM i Oslo detta år och kom då på bronsplats med 14,96.
Även 1947 vann han SM. Resultatet 15,26 gjorde honom till Sverige-etta detta år.

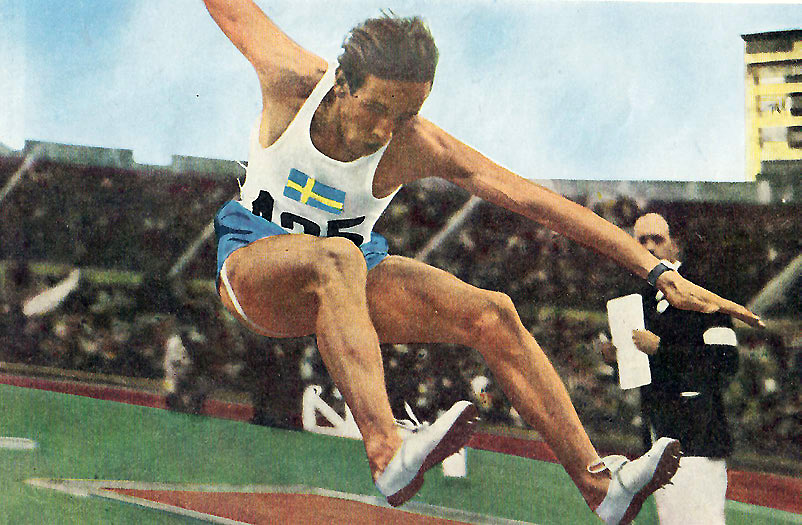
Åhman tar olympisk guldmedalj i tresteg 1948.

Arne Åhman var med vid de Olympiska sommarspelen 1948 i London där arrangörerna hade löst lottningen av startordning i teknikgrenarna så att efternamnets stavning avgjorde. Aaman fick alltså starta först, medan trestegsbanan var i någorlunda hyggligt skick. Åhman satte nytt svenskt rekord, 15,40 meter i första hoppet (slog Erik Svenssons gamla rekord, 15,32, från 1932). Ingen hoppare lyckades på den allt sämre ansatsbanan åstadkomma något bättre hopp, och Åhman vann guldmedaljen. Rekordet slogs först 1958 av Lars Karlbom. 
1948 var Åhman bäst i Sverige i längdhopp (7,31).
Fortfarande 1949 lyckades han toppa Sverige-statistiken i tresteg, nu med 15,33.
1950 vann Arne Åhman SM i höjdhopp på 1,93. Detta år deltog han även vid EM i Bryssel och tog då silvermedaljen i höjdhopp på 1,93. Hans bästa resultat detta år var 1,97.
1953 hoppade han 15,08 i tresteg och var med detta bäst i Sverige.
Arne Åhman var studierektor, först vid högstadiet Mimerskolan i Umeå, sedan vid högstadiet Vasaskolan i samma stad.